# Anabell Rivero
Anabell Rivero Blanco là một người mẫu và diễn viên người Venezuela  sinh ra ở Caracas vào ngày 10 tháng 7 năm 1968. Kể từ khi bắt đầu sự nghiệp, bà đã tham gia vào nhiều chương trình truyền hình khác nhau.

## Telenovelas
- Volver a Vivir (1996) với vai Zorayda
- Los amores de Anita Peña (1996)
- La Llaman Mariamor (1996)
- Niê Mimada (1997)
- Cuando Hay Pasion (1999) trong vai Michelle Adriana Malavé Betancourt
- Muñeca de bẫyo (2000) với vai Ana Karina Ballesteros
- Lejana como el viento (2000) với vai Tatiana
- Viva la Pepa (2001) với vai Celina Requena
- Amor Del Bueno (2004) trong vai Eliana
- Voltea pa 'que te enamores (2007) với tên gọi Betzaida "Betzaidita" Conde (La Talla Cero)
- Torrente (2008) với vai Valeria Velutini
- Dónde está Elisa? (2012) với tên María Antonia León [4]
- Dulce Amargo [5] (2012) với vai Cristina Malavé